# Salar
Salar é um município da Espanha na província de Granada, comunidade autónoma da Andaluzia. Tem 85,6 km² de área e em 2021 tinha 2 638 habitantes (densidade: 30,8 hab./km²).

## Demografia
| Variação demográfica do município entre 1991 e 2004[carece de fontes?] | Variação demográfica do município entre 1991 e 2004[carece de fontes?] | Variação demográfica do município entre 1991 e 2004[carece de fontes?] | Variação demográfica do município entre 1991 e 2004[carece de fontes?] |
| ---------------------------------------------------------------------- | ---------------------------------------------------------------------- | ---------------------------------------------------------------------- | ---------------------------------------------------------------------- |
| 1991                                                                   | 1996                                                                   | 2001                                                                   | 2004                                                                   |
| 2 799                                                                  | 2 753                                                                  | 2 743                                                                  | 2 760                                                                  |